# Perissus ogasawarensis
Perissus ogasawarensis är en skalbaggsart som beskrevs av Hideki Endo 2000. Perissus ogasawarensis ingår i släktet Perissus och familjen långhorningar. Inga underarter finns listade i Catalogue of Life.